# Basanes
 (octobre 2024).
Améliorez-le ou discutez des points à vérifier. 

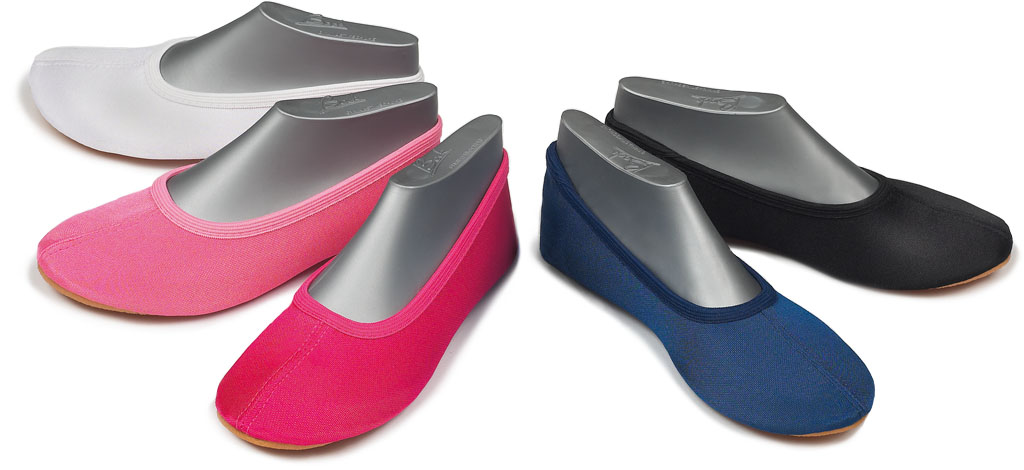
Basanes

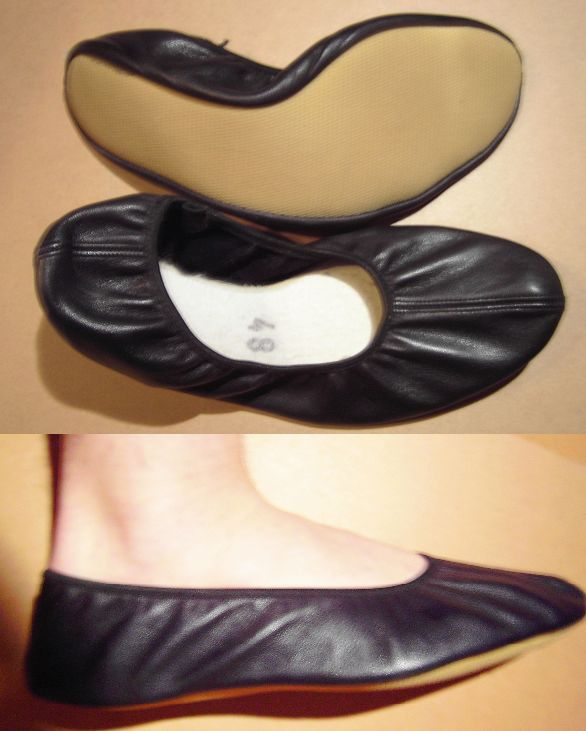
Basanes

Les basanes sont des chaussures à semelle souple et elles sont utilisés pour la gymnastique rythmique et gymnastique artistique ou plus rarement pour la danse ou le yoga.[réf. nécessaire]
Elles sont parfois utilisées pour la voltige ou dans d'autres disciplines appartenant au domaine du cirque.[réf. souhaitée]
Henriette Walter indique que les basanes désignent aussi, dans les années 1990, des chausson fins en peau de mouton faits pour être mis dans d'autres chaussures.